# 小坪頂 (高雄市)
小坪頂，是臺灣高雄市大樹區的一個傳統地域名稱，也是全區大部分行政機關所在地，位於該區西部偏南。相較於今日行政區，其範圍大致包括龍目里不含西北部及東北部、小坪里不含東南端、井腳里不含西南端及東北端、大竹里北部邊界地帶、水寮里北部邊界地帶中西段。
本地區境內主要聚落為小坪頂、井仔腳、龍目井，設有小坪國小、龍目國小。

## 歷史
台灣日治初期，小坪頂地區為一街庄，稱為「小坪頂庄」（舊制街庄），隸屬於小竹上里。該庄昔日西北與十九灣庄、烏材林庄為鄰，北及東北與大樹腳庄為鄰，東南邊為九曲堂庄，南邊為無水藔庄，西南邊及西邊為田草埔庄。
1901年（日治明治三十四年）11月11日，全台廢縣廳改設二十廳，該庄隸屬於鳳山廳。1904年（明治三十七年）5月3日，該庄編入「小坪頂區」，隸屬於鳳山廳。1909年（明治四十二年）10月25日，全台合併二十廳為十二廳，小坪頂區改隸屬於臺南廳。1920年（大正九年）10月1日，全台地方制度大改正，廢十二廳改設五州二廳，該庄改制為「小坪頂」大字，隸屬於高雄州鳳山郡大樹庄（新制街庄）。
戰後大樹庄改制為大樹鄉，隸屬於高雄縣，大字亦改制為村。1950年（民國39年）10月1日，高、屏分治，大樹鄉仍隸屬於高雄縣。2010年（民國99年）12月25日，高雄縣、市合併為直轄高雄市，大樹鄉改制為大樹區，村亦改制為里。

## 聚落
本地區發展較早的聚落為小坪頂、井仔腳、龍目井、大坵園（已消失）、井仔湖（已消失），在日治初期的官方地圖上已有記載。。當地望族為黃姓，原籍福建省漳州府龍溪縣。龍目井的望族為謝姓，原籍漳州府漳浦縣。

## 交通
區道高54線是烏材林至小坪頂的道路，其東側端點（終點）位於本地區中部偏東南、小坪頂聚落的區道高59線路口。
區道高59線是大樹至九曲堂的道路，經過本地區的龍目井、小坪頂、井仔腳等聚落。

## 學校
- 小坪國小
- 龍目國小

## 公務機關
高雄市大樹區行政中心大樓：
- 大樹區公所
- 高雄市鳥松戶政事務所大樹辦公處
- 高雄市政府消防局第四大隊大樹消防分隊